# 別れのブルース
別れのブルース（わかれのブルース）は、1937年（昭和12年）に発表された日本の歌謡曲。作詞は藤浦洸、作曲は服部良一。淡谷のり子の歌唱により、日本コロムビアからレコード化され大流行した。

## 楽曲解説
日本の歌謡曲で初めて題名に「ブルース」と付けられたのは、1935年（昭和10年）にヘレン雪子本田の歌唱によって発表された『スヰート・ホーム・ブルース』であるが、日本でブルースを広く大衆に知らしめたのはこの作品である。しかし、ブルース調の楽曲ではあるものの、ブルースコードを用いていない点や、シャンソンや従来の日本歌謡曲の影響がある点など、本場のアメリカのブルースと異なった点が多いことは、服部克久を始めとする多くの人々が指摘している。
服部の代表曲として広く知られ、1960年（昭和35年）に開催された服部の作曲生活40年を祝う「シルバーコンサート」や、1967年（昭和42年）に開催された「還暦記念コンサート」で披露された。また、1992年（平成4年）に開催された服部の作曲生活70年を祝う「服部良一音楽祭'92」でも憂歌団によって披露された。そして、1993年（平成5年）に服部が亡くなり「服部良一合同音楽葬」が行われた際には、淡谷が歌うこととなった。

## 完成への経緯

### 独自性の追求
1936年（昭和11年）に日本コロムビアの専属作曲家として入社した服部は、次々に作曲や編曲を手掛けつつも、独自の個性の確立を検討していた。この背景には、従来の専属作詞家や作曲家同様に結果を出すことを会社から求められていた上に、結婚したばかりで新たに家庭を築こうとしていた個人的な事情もある。そのような中、まず服部が生み出したのがブルースの作品群であった。「ブルースの父」と呼ばれたW.C.ハンディの人生と音楽に「強い共感を覚えていた」服部は、成り立ちからアメリカ・ヨーロッパなどでの現状まで、ブルースを深く研究していた。また、中沢寿士のバンドが、公演中に演奏した『セントルイス・ブルース』が客から好評を得ていたことからも、ブルースを作ろうと思い立った。
入社した翌年の1937年（昭和12年）に高橋掬太郎作詞によるブルース『霧の十字路』を作曲したところ、コロムビア本社の社員の注目を集めるなど、好評を博した。この成功が服部の自信となり、新たなブルースの着想を得ようと横浜の山下公園、本牧を巡った末に立ち寄ったあるバーで、蓄音機を介して淡谷の歌う『暗い日曜日』を耳にする。この曲を聴いた服部は「本牧を舞台にしたブルースを彼女に歌わせよう」と考え、当時、存在した老舗ホテル「バンドホテル」をモデルに作曲の構想を練った。

### 藤浦との接触
決意を固めた服部は、藤浦に「二人で本牧ブルースを作ろう」と話を持ち掛けた。当時の藤浦は服部と同じくコロムビアで文芸部長の個人秘書をしていたが、服部は彼の「どこか垢抜けしており、作る詞もハイカラである」面に、当時の自身のジャズ志向と一致するところを感じ、事情が許される限り自身の楽曲の作詞を依頼していた。服部のアドバイスで藤浦もまた本牧へ向かい、さらに服部からはハンディやブルースの変換昇華について書かれた愛読書を借り、それを参考に「ブルースの小節の数や長さをきちんと勘定して」作詞を行った。

### 淡谷との衝突
このようにして出来上がった楽曲を、当初の構想通りに淡谷に歌わせることとなったが、製作側と歌い手の淡谷の間に意見の食い違いが生じた。音楽学校の卒業公演が「十年に一度のソプラノ」とも新聞で評された淡谷はソプラノ歌手として高い評判を得ていたが、「アルトでも無理」な音域であることや、ディレクターから「ブルースらしく歌わないでフォックストロットみたいに」歌うように指示されたことが原因である。
しかし、淡谷に「ダミアのように低音で歌わせよう」と考えていた服部は「マイクにぐっと近づいて無理でもこの音階で歌ってもらいたい」と説得した。淡谷も低音を出すために今までに吸ったことがなかった煙草を一晩中吸い、一睡もせずに声を荒らしたままレコーディングを果たし、『本牧ブルース』の完成に至った。

### 会社側からの批判
こうして完成した『本牧ブルース』だったが、当初のコロムビアは難色を示していた。詞も曲も頽廃的な点・時局にそぐわない点・今までヒットした曲と全く違う点・全国的に知名度のない「本牧」が題名になっている点などに批判が集まった。製作側は意見を汲んで『本牧ブルース』から『別れのブルース』へと改名したが、「ブルース」の単語そのものに反対する人物も現われ、服部自身が説得にあたるほどであった。

## 発表後の影響

### 国外から国内へ
発表された当初は、コロムビアの文芸部長によって「日本にもブルースの作曲家が現われた」と『ジャパン・タイムス』で大きく取り上げられたが、会社全体での宣伝はほとんどなかった。藤浦も銀座の繁華街やバーに出かける度に宣伝し、流しのアコーディオン弾きにも歌わせていたが、売れ行きには影響がうかがえなかった。
しかし、秋になってから服部は、大連のダンスホールで活動していた南里文雄から、「別れのブルースのリクエストが多く来ること」や「それを踏まえてバンドショーの構成には必ず取り入れていること」を手紙で知らされた。一方、藤浦も、満州を旅行していた浜本浩からの絵葉書で「満州で大流行していること」や「作詞家本人を連れてくればよかったとみんなが言っていた」ことを知らされた。
また、当時コロムビアの宣伝部にいた玉川一郎も、出征した日本兵士の慰問のために満州へ行って来た横山隆一や近藤日出造や清水崑を始めとする漫画集団の面々から「満州で大流行している」と知らされた。そこで営業部に問い合わせたところ、売上げが17万枚を突破していることを知り、追い討ちの宣伝に取り掛かった。このようにして外地から火がつき、日本でも長崎・神戸・大阪・横浜と、港町を経由した末に東京で大ヒットとなり、「プレス工場は連日徹夜作業でも注文に応じきれなかった」ほどの大流行となった。

### 大流行の恩恵
これにより、藤浦はコロムビアの専属作詞家として契約し、さらにボーナスを特別にもらうこととなった。また、淡谷もこの作品と後に発表した『雨のブルース』などの連続したヒットによって、「ブルースの女王」と呼ばれるようになった。

## その他
前述の通り、本来は横浜の本牧ふ頭を背景に作られた歌とされるが、歌詞に登場する「メリケン波止場」が神戸にもあるという理由で、1983年7月16日に神戸観光キャンペーン実行委員会から発行された神戸のご当地ソングを集めた歌詞集『神戸のうた』にもこの曲が収録されている。

## カバー
- 佐良直美 - 1969年8月5日発売のアルバム『船頭小唄』に収録。
- 舟木一夫 - 1996年8月21日発売のアルバム『ツイン・パック 風、好きに吹け～迷夢本望～』（Disk 2）に収録。
- 八代亜紀
  - 1993年4月1日発売のアルバム『八代亜紀 服部メロディーを唄う』に収録。
  - 2015年10月28日発売のアルバム『哀歌-aiuta-』に収録[20][21]。
- 徳永英明 - 2007年10月17日発売のアルバム『服部良一 〜生誕100周年記念トリビュート・アルバム〜』に収録。

### 茨田りつ子によるカバー
2023年10月2日 - 2024年3月、NHKで放送の（令和5年度後期）連続テレビ小説『ブギウギ』で、菊地凛子が淡谷のり子をモデルにした登場人物“茨田りつ子”を演じ、劇中で歌唱した「別れのブルース」と「雨のブルース」を収録したシングルCDが2024年1月24日、日本コロムビアから発売された。「別れのブルース」についてはCDの発売に先駆けて2023年12月6日に先行配信された。